# صموئيل مارش
صموئيل مارش (بالإنجليزية: Samuel Marsh)‏ (1879 في المملكة المتحدة - ) هو لاعب كرة قدم بريطاني (وحمل سابقاً جنسية المملكة المتحدة لبريطانيا العظمى وأيرلندا) في مركز الهجوم. لعب مع بولتون واندررز ونادي بوري وAtherton F.C. ‏.